# NGC 5201
NGC 5201 é uma galáxia espiral (S?) localizada na direcção da constelação de Ursa Major. Possui uma declinação de +53° 04' 54" e uma ascensão recta de 13 horas, 29 minutos e 16,2 segundos.
A galáxia NGC 5201 foi descoberta em 14 de Abril de 1789 por William Herschel.